# Hōjicha
Hōjicha eller Houjicha  (ほうじ茶?) är ett rostat grönt te från Japan. Rostningen sker traditionellt i en porslinbehållare över träkol tills de gröna bladen blir rödbruna. Rostningsprocessen utvecklades i Kyoto under 1920-talet. Teet som används i rostningen är oftast Bancha (番茶, "vanligt te")
, Kukicha eller ett lågkvalitativt Sencha.
Under rostningen tappar teet många av de catechiner som vanligtvis står för en viss bitterhet i alla teer, även koffeinnivåerna sänks en del. Teets låga koffeinhalt gör att det ofta dricks till middagen och före läggdags; även av barn och gamla människor som kan vara känsliga för koffein. 
Bryggs teet som det bör göras på kokhett vatten (80 grader är för svalt) så sägs det dock bara behöva dra ca 30 sekunder till 1 minut. Men teet går att brygga om på flera gånger och då är det lätt hänt att man låter det ligga några minuter mer för att få mera smak. Houjicha verkar innehålla ett speciellt sorts långverkande tein som för en van kaffedrickande person kan göra det svårt att somna in på kvällen. Då houjicha är gjort på rostade testjälkar innehåller de förmodligen mer potent teein än grönt tee som bara görs på teblad. Likt kaffe så är det rostat och har en smak som liknar kola